# Palimpsest (piśmiennictwo)

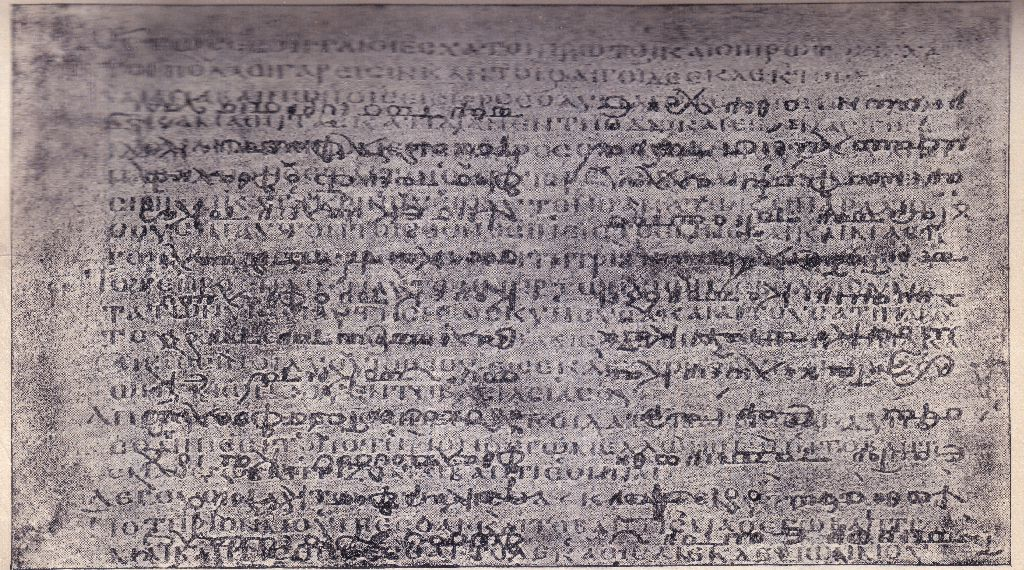
Przykład palimpsestu – Codex Ephraemi Rescriptus, Bibliothèque nationale de France

Palimpsest (stgr. παλίμψηστον palimpseston, od πάλιν palin – „ponownie” i ψάω psao – „ścieram”) – rękopis spisany na używanym już wcześniej materiale piśmiennym, z którego usunięto poprzedni tekst, najczęściej w celu zmniejszenia kosztów nowego materiału. Spotykanym równolegle terminem technicznym jest codex rescriptus (łac. kodeks zapisany na nowo).
Starożytni Rzymianie na co dzień pisali na pokrytych woskiem tabliczkach, które można było wielokrotnie wykorzystywać – wzmianka Cycerona o palimpseście wydaje się dotyczyć tej właśnie praktyki. Ponieważ pergamin i jego odmiana welin, produkowane ze skór zwierzęcych, są o wiele trwalsze niż papier czy papirus i od VI wieku, głównie na skutek niedoborów papirusu na rynku, znacznie zwiększyła się ich popularność jako materiałów piśmiennych, większość palimpsestów zachowanych do dziś to właśnie pergaminy, a sam termin palimpsest odnosi się najczęściej do ksiąg i zwojów pergaminowych. Poza tym na terenach, gdzie papirus był w powszechnym użyciu, rzadziej korzystano z materiału „z odzysku”, gdyż papirus był stosunkowo tani. Niemniej zachowały się i palimpsesty papirusowe, a także wzmianki o nich w literaturze starożytnej – wiadomo, że takiego papirusu używano do podręcznych notatek i prób literackich, a także wydawano na nim tanie lub niezbyt cennej treści książki, o czym wspominają Katullus i Swetoniusz.
Z upływem czasu pierwotny tekst, który wywabiono z pergaminu za pomocą mleka lub owsianki, zaczynał przebijać na tyle wyraźnie, że możliwe stawało się jego odczytanie. W późnym średniowieczu pierwotny tekst zeskrobywano najczęściej za pomocą sproszkowanego pumeksu, i tym samym ulegał on bezpowrotnej utracie. Najcenniejsze palimpsesty pochodzą z wczesnego średniowiecza, kiedy to w użyciu była pierwsza metoda.

## Metody odczytywania palimpsestów
Dziewiętnastowieczni uczeni do odczytywania palimpsestów używali bardzo nieraz destrukcyjnych metod i środków, takich jak: wodorosiarczan amonowy, błękit pruski, żelazicyjanek potasu, kwas galusowy. Nowoczesne metody wykorzystujące najnowsze osiągnięcia nauki (np. fotografia w ultrafiolecie, synchrotron, digitalizacja obrazów) są znacznie mniej szkodliwe i bardzo pomocne w odszyfrowaniu nieczytelnych dotąd palimpsestów.

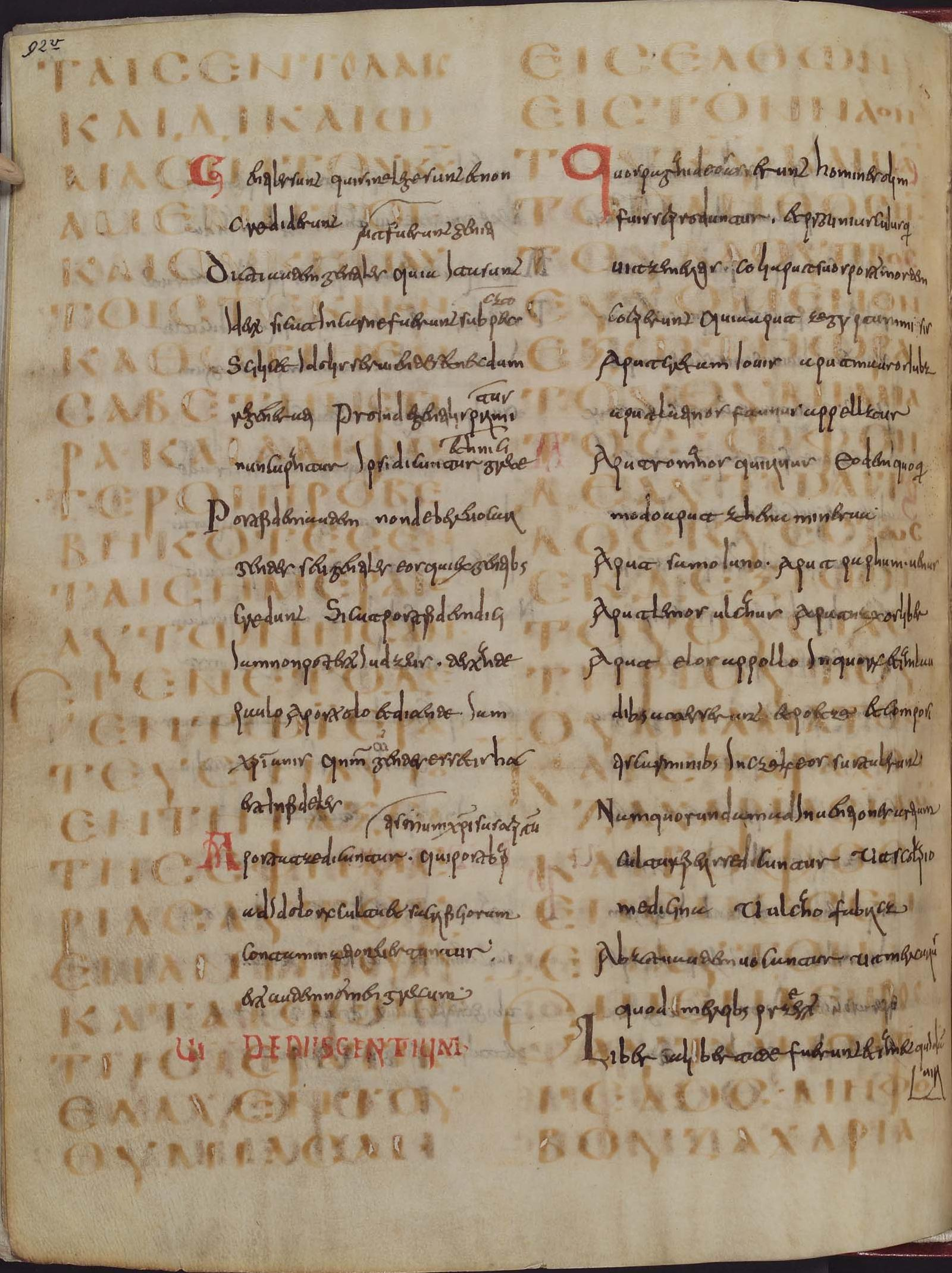
Tekst dolny należy do Guelferbytanus A z tekstem Łk 1,6-13 (VI wiek), tekst górny zawiera traktat Izydora z XIII wieku

## Powstawanie palimpsestów
Niektóre starożytne teksty przetrwały tylko w postaci palimpsestów. Znalezisko tego typu jest zawsze bardzo cenne, przeważnie dlatego, że palimpsest przekazuje tekst albo (częściej) w wersji o kilkaset lat starszej od tej, jaką mamy w głównym strumieniu rękopisów danego dzieła, co jest wielką pomocą przy weryfikacji poprawności zawartego w nich przekazu; albo (rzadziej) tekst „nowy”, to jest uważany za zaginiony lub zgoła zupełnie nieznany. Zaliczają się tu np. listy Korneliusza Frontona.
Niestety, teksty przekazane jedynie przez palimpsesty są zwykle mniej lub bardziej niekompletne, a to dlatego, że kodeks w ramach „recyklingu” ulegał nie tylko wyczyszczeniu z tekstu, ale też rozszyciu, przycięciu do nowego formatu i zszyciu z powrotem. Strony z widocznymi uszkodzeniami, np. spleśniałe, z dziurami czy rozdarciami, po prostu wyrzucano, strony nadmiarowe, gdy nowa książka miała być mniejsza od starej, wykorzystywano gdzie indziej. W związku z tym braki w tekstach odczytanych z palimpsestów bywają niekiedy bardzo poważne, brak jest nie tylko niektórych stron, ale wręcz całych zszywek, a strony zachowane są nader często przycięte przez środek tekstu i prawie zawsze zszyte w nieodpowiedniej kolejności.
Podstawową przyczyną niszczenia manuskryptów pergaminowych i welinowych był niedobór i znaczny koszt tego materiału. W Grecji tak wielkie było zapotrzebowanie na stare kodeksy jako materiał piśmienny, że wyrokiem synodu z 691 zabroniono niszczenia rękopisów Biblii oraz pism Ojców Kościoła, z wyjątkiem tomów uszkodzonych i z usterkami. Związane z wprowadzeniem papieru zmniejszenie handlu pergaminem jeszcze powiększyło niedobór, któremu można było zaradzić przez korzystanie z materiału już używanego.

## Znane palimpsesty
- Codex Ephraemi Rescriptus, Bibliothèque nationale de France, Paryż: fragmenty Starego i Nowego Testamentu w języku greckim, prawdopodobnie z V wieku, nadpisane dziełami Efrema z Syrii w XII wieku
- Add. Ms. 17212 zawiera Homilie Chryzostoma z IX/X wieku oraz łaciński traktat z VI wieku.
- Cycero, De republica, rękopis uncjałą z IV wieku, nadpisany komentarzem Świętego Augustyna do Psalmów, VII wiek, Biblioteka Watykańska
- Codex Theodosianus z Turynu, V lub VI wiek
- Palimpsest Archimedesa, kopia dzieła matematyka z Syrakuz z X wieku, nadpisany tekst liturgiczny z XII wieku
- Kodeks Nitryjski, VI wiek, tekst dolny zawiera greckie teksty Iliady, Ew. Łukasza i Elementów Euklidesa, tekst górny zawiera syryjski traktat
- Codex Guelferbytanus 64 Weissenburgensis, zawiera trzy greckie teksty (Kodeks Gwelferbytański A, Codex Guelferbytanus B), gocko-łacinski tekst Rz 11-15 (Codex Carolinus) i kilka łacińskich tekstów; tekst górny został nadpisany w XI wieku i zawiera Origines Izydora z Sewilli
- Palimpsest weroński, odkryty w 1816 r. przez niemieckiego historyka i filologa Bartholda Niebuhra (1776-1831) na którym zapisano Instytucje Gajusa, tekst górny został nadpisany listami św. Hieronima[1].

Kodeks Nitryjski

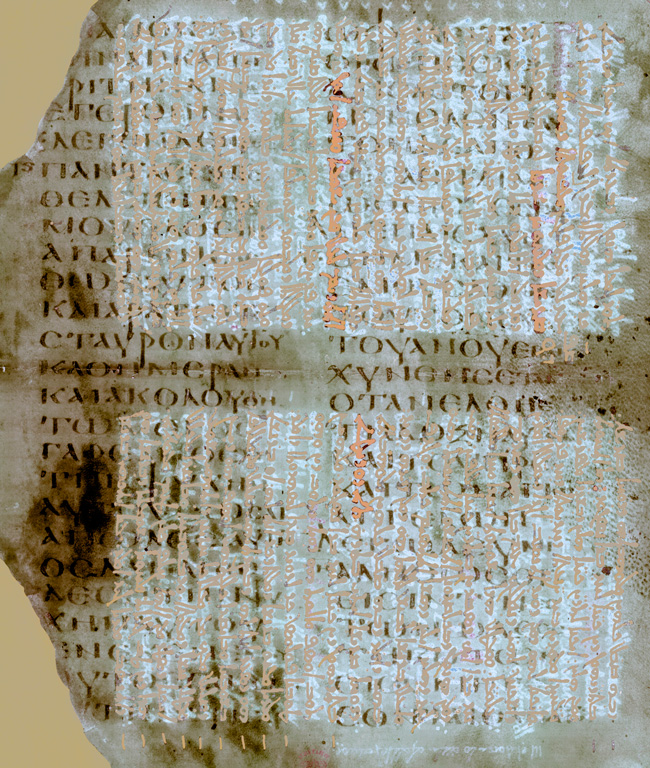
Folio 20 recto z tekstem Łk 9,22-33 (tekst dolny)
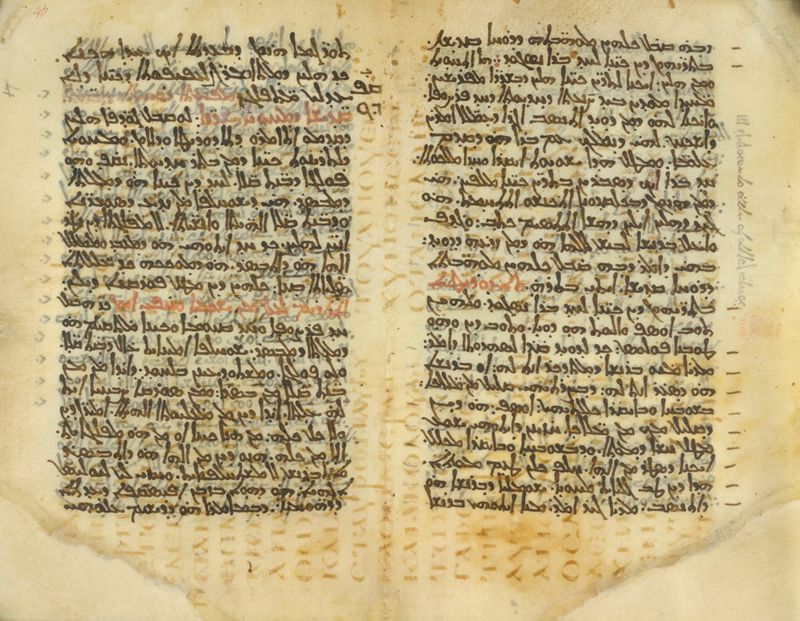
Folio 20 recto z tekstem syryjskim (tekst górny)